# Chris Marker
Chris Marker (Neuilly-sur-Seine, 29 de juliol de 1921 − París, 29 de juliol de 2012) va ser un escriptor, fotògraf i director de cinema francès, a qui s'atribueix la invenció del documental subjectiu. Es considera un pioner del cinema documental i un contemporani de la Rive Gauche. El cineasta ha deixat una filmografia prolífica entre el documental i la ficció, el cinema i la política.

## Biografia
Conegut per generacions de cinèfils amb el nom de Chris Marker, Christian-François Bouche-Villeneuve va néixer a Neuilly-sur-Seine (França) el 1921. Va estudiar Filosofia i, arran de l'ocupació de França per part dels alemanys, es va unir als maquis. Acabada la guerra, va col·laborar en diverses publicacions de l'època amb articles polítics, poesies i crítiques cinematogràfiques, sobretot al diari Esprit, on va treballar amb André Bazin, un dels cofundadors de la revista cinematogràfica Cahiers du Cinéma. Va ser membre del Partit Comunista francès i pròxim a diversos intel·lectuals com Costa Gavras, Alain Resnais, Jorge Semprún, Akira Kurosawa, Patricio Guzmán o Agnès Varda.

## Filmografia
- Olympia 52 (1952), 82'
- Les statues meurent aussi (1953), 30', codirigida per Alain Resnais
- Nuit et brouillard (1955), 32', ajudant de Alain Resnais
- Dimanche à Pekin (1956), 22'
- Lettre de Sibérie (1957), 62'
- Les Astronautes (1959), 15', codirigida per Walerian Borowczyk
- Description d'un combat (1960), 60'
- ¡Cuba Sí! (1961), 52'
- La Jetée (1962), 28',
- Le joli mai (1963), 165'
- Le Mystère Koumiko (1965), 54'
- Si j'avais quatre dromadaires (1966), 49'
- Loin du Vietnam (1967), 115'
- Rhodiacéta (1967)
- À bientôt, j'espère (1968), 55', codirigida per Mario Marret
- La Sixième face du pentagone (1968), 28', codirigida per François Reichenbach
- Cinétracts (1968)
- On vous parle du Brésil (1969), 20'
- Jour de tournage (1969), 11'
- Classe de lutte (1969)
- Les Mots ont un sens (1970), 20'
- Carlos Marighela (1970), 17'
- La Bataille des dix millions (1971), 58'
- Le Train en marche (1971), 32'
- On vous parle de Prague: le deuxième procès d'Artur London (1971)
- Vive la baleine (1972), 30'
- L'Ambassade (1973), 20'
- La Solitude du chanteur de fond (1974), 60' (sobre Yves Montand)
- Le fond de l'air est rouge (1977), 240' (refeta en 1997)
- Junkiopa (1981), 6'
- Sans soleil (1983), 100',
- 2084 (1984), 10'
- From Chris to Christo (1985)
- A.K. (1985), 71' (sobre Akira Kurosawa),
- Mémoires pour Simone (1986), 61'
- L'héritage de la chouette (1989), 13 episodis de 26'
- Berliner Ballade (1990), 25'
- Le Tombeau d'Alexandre (1992), 120'
- Le Facteur sonne toujours cheval (1992)
- Le 20 heures dans les camps (1993)
- Casque Bleu (1995), 26'
- Level Five (1997), 110'
- Eclipse (1999)
- Une journée d'Andrei Arsenevitch (1999), 55' (sobre Andrei Tarkovsky)
- Le souvenir d'un avenir (2001)
- Chats perchés (2004)

## Premis i nominacions

### Premis
- 1961. Ós d'Or al millor documental per Description d'un combat
- 1983. César al millor documental curt per Junkopia

### Nominacions
- 1963. Lleó d'Or per Le joli mai
- 1978. César al millor muntatge per Le fond de l'air est rouge